# Заєць Сергій Сергійович
Сергій Сергійович Заєць (нар. 3 жовтня 2001, Київ, Україна) — український футболіст, захисник.

## Життєпис
Народився в Києві, вихованець столичних клубів «Зірка» та «Динамо». У вересні 2014 року перейшов до академії «Дніпра», у футболці якої з 2014 по 2017 рік виступав у ДЮФЛУ. Під час зимової перерви сезоні 2017/18 років переведений до першої команди «дніпрян», внесений до заявки Другої ліги України, але за команду не зіграв жодного офіційного матчу на професіональному рівні. У сезоні 2018/19 років зіграв 18 матчів в аматорському чемпіонаті України, ще 8 матчів провів в аматорському кубку України.
На початку серпня 2019 року перейшов у «Дніпро-1», де виступав за юнацьку та молодіжну команду клубу. За першу команду «Дніпра-1» дебютував 6 грудня 2020 року в програному (1:3) виїзному поєдинку 12-го туру Прем'єр-лізі України проти луганської «Зорі». Сергій вийшов на поле на 90+3-й хвилині, замінивши Олександра Назаренка.